# Wahlen zum Dáil Éireann 1997
- SP: 1
- DL: 4
- SF: 1
- GP: 2
- LAB: 17
- FF: 78
- PD: 4
- FG: 54
- Unabh.: 5

Die Wahlen zum Dáil Éireann 1997 fanden am 6. Juni 1997 statt. Bestimmt wurden die Mitglieder des 28. Dáil.

## Ergebnis 1997
Die 166 Parlamentarier versammelten sich erstmals am 26. Juni und die Amtszeit dauerte 1806 Tage.
Die Wähler standen 1997 vor der Entscheidung zwischen zwei möglichen Koalitionen: der sog. Regenbogen-Koalition aus Fine Gael, Labour Party und Democratic Left, die seit dem Regierungswechsel 1994 an der Macht war und der Koalition aus Fianna Fáil und den Progressive Democrats.
Nach der Stimmenauszählung gab es keine klaren Machtverhältnisse. Letztendlich schlossen sich Fianna Fáil und die Progressive Democrats sowie einige Unabhängige zu einer Regierungskoalition zusammen.
| Partei                      | Anführer             | Sitzverteilung | Sitzverteilung | Sitzverteilung | Nachwahlen (14) | Nachwahlen (14) | Nachwahlen (14) | Nachwahlen (14) |
| --------------------------- | -------------------- | -------------- | -------------- | -------------- | --------------- | --------------- | --------------- | --------------- |
| Partei                      | Anführer             | Anzahl         | ±              | %-Verteilung   | Verloren        | Gewonnen        | Behalten        | ±               |
| Fianna Fáil                 | Bertie Ahern         | 78             | +10            | 46,99 %        | 4               | 1               |                 | −3              |
| Fine Gael                   | John Bruton          | 54             | +9             | 32,54 %        |                 |                 | 2               |                 |
| Labour Party                | Dick Spring          | 17             | −16            | 10,24 %        | 3               | 6               | 2               | +3              |
| Progressive Democrats       | Mary Harney          | 4              | −6             | 2,41 %         |                 |                 |                 |                 |
| Democratic Left             | Proinsias De Rossa   | 4              |                | 2,41 %         | 4               |                 |                 | −4              |
| Green Party/Comhaontas Glas |                      | 2              | +1             | 1,20 %         |                 |                 |                 |                 |
| Sinn Féin                   | Caoimhghín Ó Caoláin | 1              | +1             | 0,60 %         |                 |                 |                 |                 |
| Socialist Party             | Joe Higgins          | 1              |                | 0,60 %         |                 |                 |                 |                 |
| Unabhängige                 | Unabhängige          | 5              |                | 3,01 %         | 2               | 6               |                 | +4              |
|                             |                      | 166            | ±0             |                |                 |                 |                 |                 |